# Magic Mike XXL
Magic Mike XXL este un film american din 2015, regizat de Gregory Jacobs și scris de Reid Carolin. Este continuarea filmului Magic Mike din 2012. Rolurile principale au fost interpretate de actorii Channing Tatum, Matt Bomer, Kevin Nash și Joe Manganiello. A fost lansat pe 1 iulie 2015 în Statele Unite.
O continuare, Magic Mike: Ultimul dans, a apărut pe 10 februarie 2023 în Statele Unite.